# Milișăuți
Milișăuți város Suceava megyében, Bukovinában, Romániában.

## Fekvése
A megye északkeleti részén helyezkedik el, Radóc városától 8 km-re, a megyeszékhelytől, Szucsávától pedig 28 km-re található.

## Történelem
1976-ig a Bădeuți nevet viselte, ezt követően a neve Emil Bodnăraș volt (egy kommunista vezető után), majd 1996-ban kapta jelenlegi nevét.
2004-ben városi rangot kapott.

## Népesség
A lakosság etnikai összetétele a 2002-es népszámlálási adatok alapján:
- Románok:  8418 (99,82%)
- Németek:  7 (0,08%)
- Ukránok:  2 (0,02%)
- Törökök:  2 (0,02%)
- Lengyelek:  1 (0,01%)
- Más etnikumúak:  3 (0,03%)

A lakosok 74,82%-a ortodox (6310 lakos), 18,94%-a pünkösdista (1598 lakos), az 5,97%-a pedig adventista (504 lakos) vallású.

## Látnivalók
- „Sfântul Procopie” templom

## Gazdaság
A településen a legfontosabb gazdasági ágazat a mezőgazdaság, ezen kívül megemlíthető még a húsfeldolgozás, faipar, építőanyag-ipar (homok), turizmus, és a közúti szállítás.
A településen van: 2 általános iskola, 2 óvoda, egy könyvtár, 2 háziorvosi rendelő, 2 fogorvosi rendelő, egy gyógyszertár, egy állatorvosi rendelő gyógyszertárral, 6 templom, 2 kultúrház, egy stadion és egy postahivatal.